# 手機配件

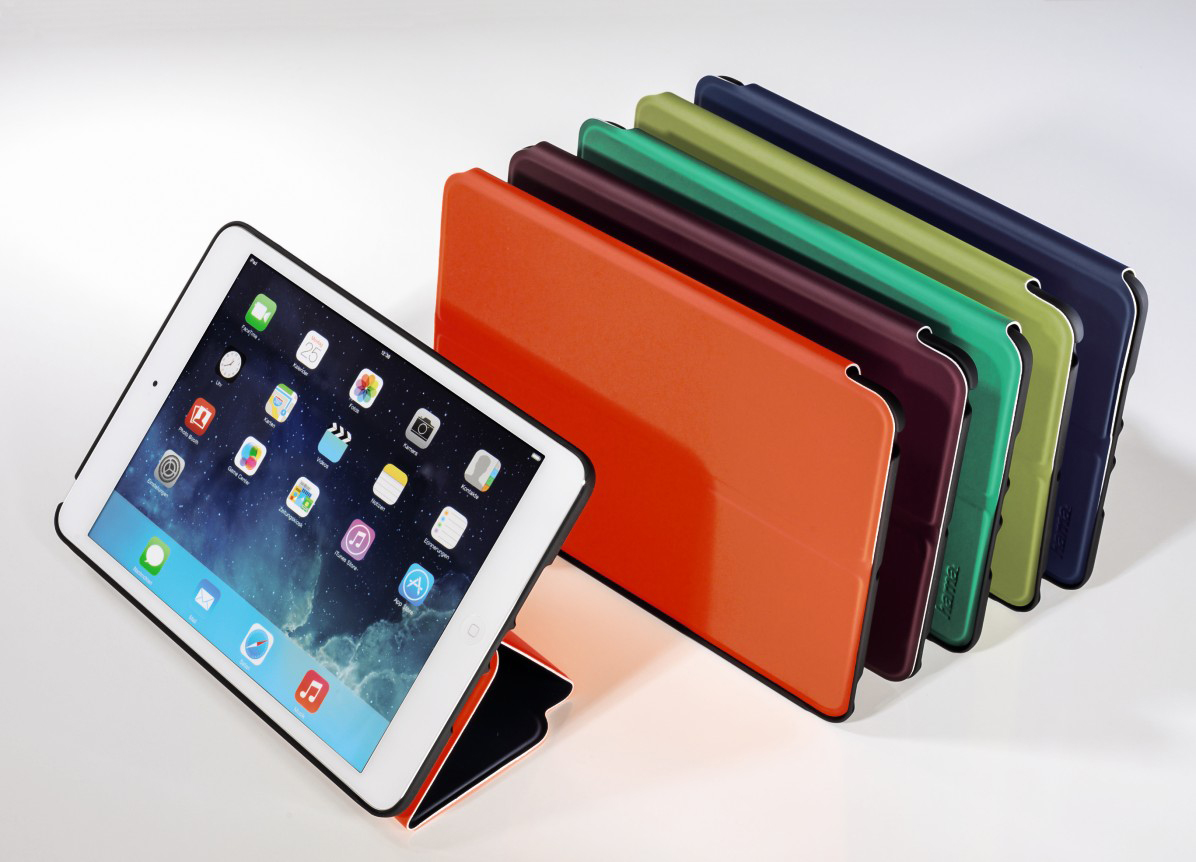
iPad的外套，可以變成水平支架

手機配件是指制造商设计的与智能手机使用時相關的硬件。手機充電線、USB線、屏幕保護膜、耳機、自拍桿和可以用來支撑智能手机的保护壳是常見的手機配件。

## 移动手机配件市场预测

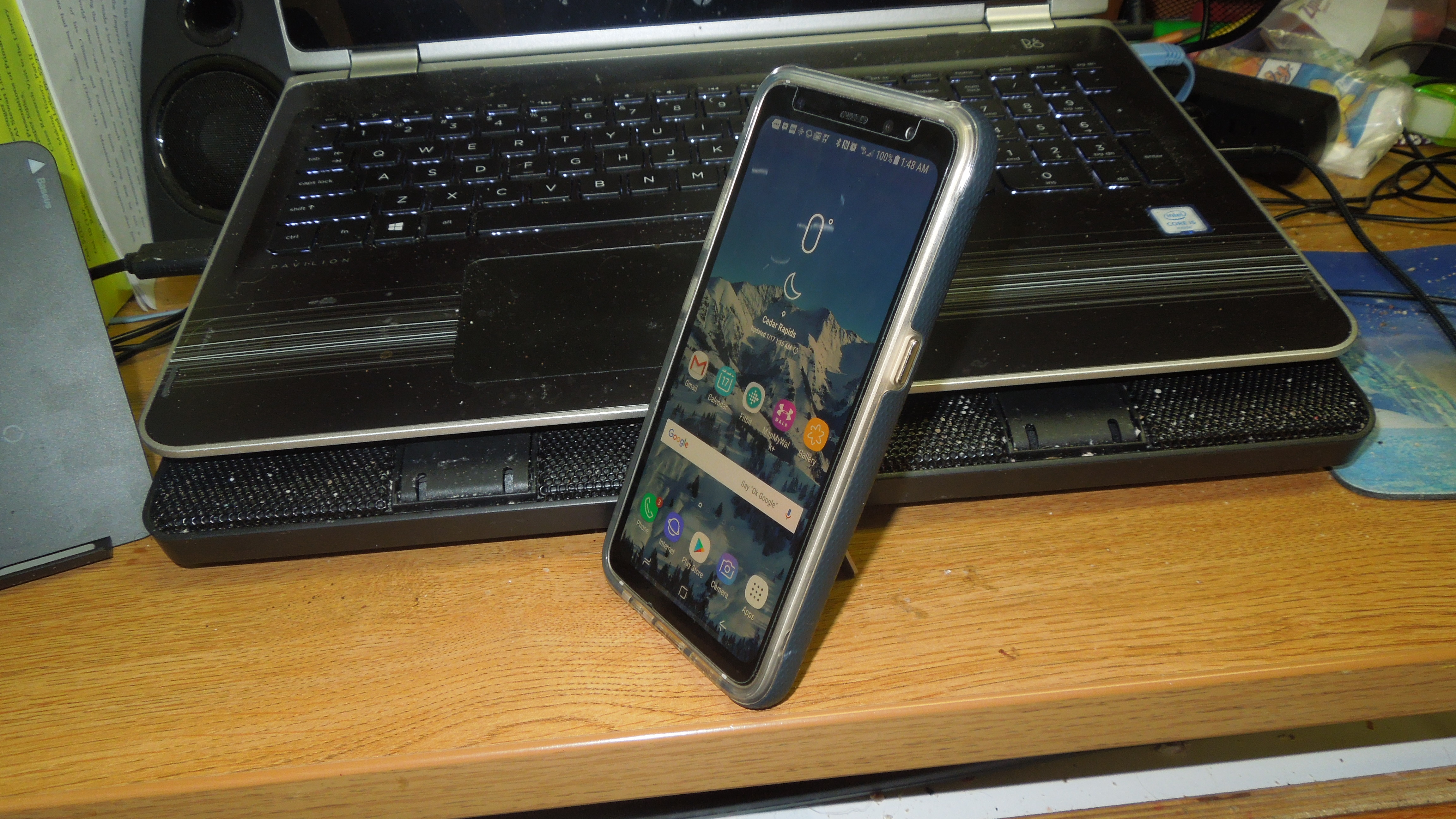
三星 Galaxy S8 Active的保护壳和支架

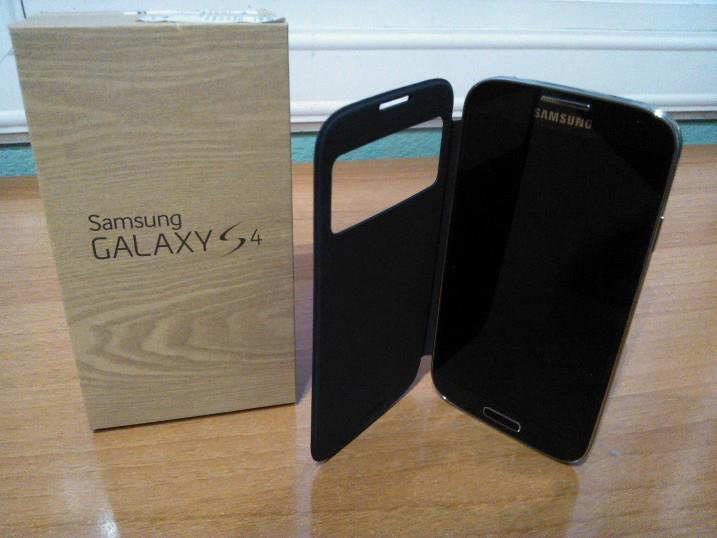
三星Galaxy S4的保护盖

全球移动手机配件市场预计在未来几年将出现强劲增长,从2024年的965亿美元增长到2033年的1606亿美元,年复合增长率为7.1%。驱动力包括对无线配件(如蓝牙耳机)的需求不断增长,以及新兴市场对智能手机的采用不断增加。亚太地区有望凭借庞大的制造能力和科技购买力强劲的消费者而在移动手机配件市场中保持领先地位。制造商可能将专注于开发创新的多功能配件,提高连接性和人体工程学设计。

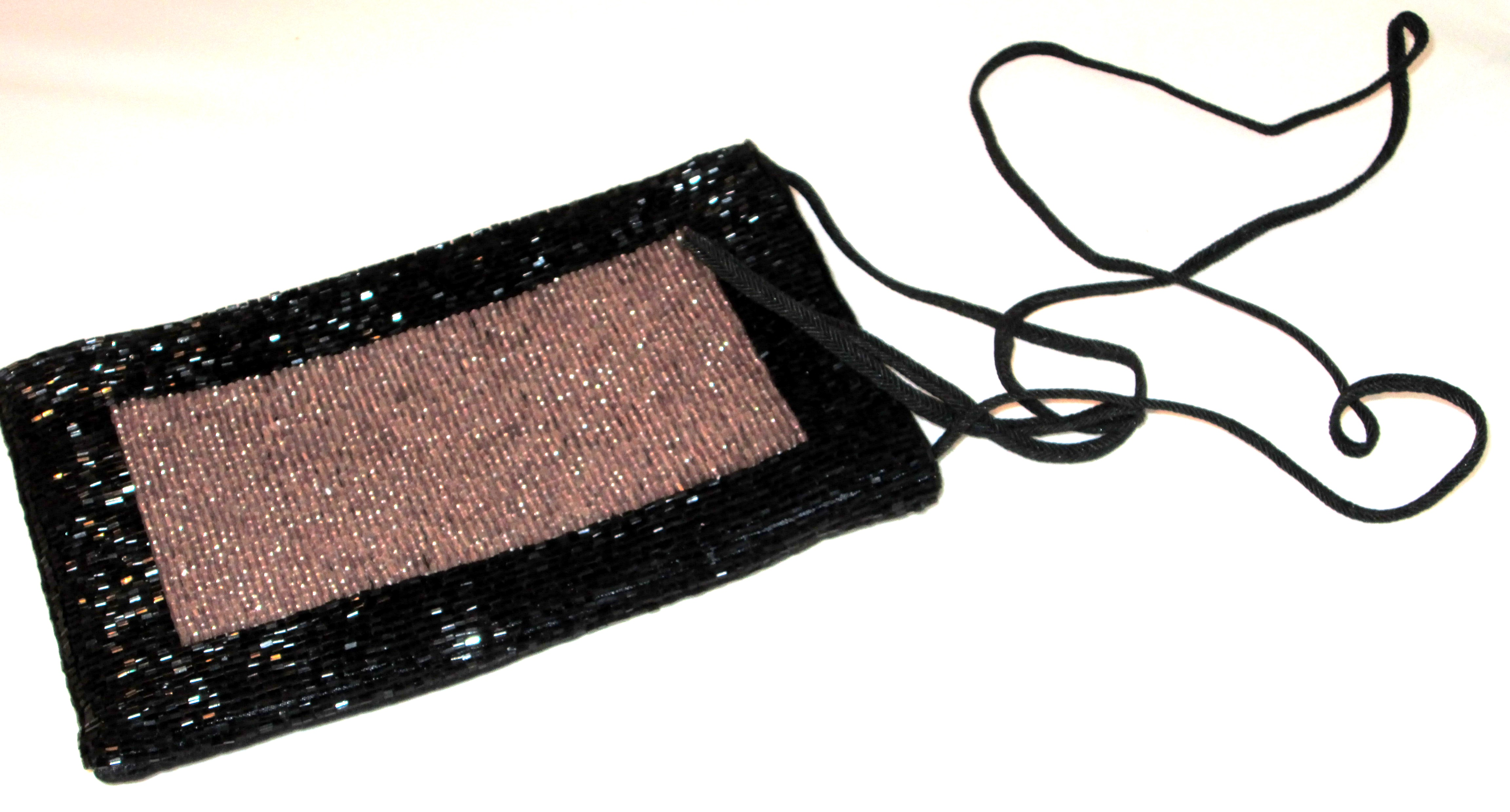
裝手機的袋子